# Liège-Bastogne-Liège 2016
Liège-Bastogne-Liège 2016 a fost ediția a 102-a a cursei clasice de ciclism Liège-Bastogne-Liège, cursă de o zi. S-a desfășurat pe data de 26 aprilie 2016 și a făcut parte din calendarul Circuitului mondial UCI 2016. S-a desfășurat pe distanța de 248 de kilometri. Cursa a fost câștigată de ciclistul Wout Poels de la Team Sky. 

## Echipe
Toate cele 18 echipe din UCI WorldTeams au fost invitate în mod automat și au fost obligate să participe la cursă. Șapte echipe au primit wild card-uri.

### Echipe UCI World
- Ag2r-La Mondiale
- Astana
- BMC Racing Team
- Etixx-Quick Step
- FDJ
- IAM Cycling
- Lampre-Merida
- Lotto Soudal
- Movistar
- Orica-GreenEDGE
- Cannondale-Garmin
- Giant-Alpecin
- Team Katusha
- LottoNL–Jumbo
- Dimension Data
- Team Sky
- Tinkoff-Saxo
- Trek-Segafredo

### Echipe continentale profesioniste UCI
- Bora–Argon 18
- Cofidis
- Direct Énergie
- Fortuneo–Vital Concept
- Roompot–Oranje Peloton
- Topsport Vlaanderen–Baloise
- Wanty–Groupe Gobert

## Rezultate
| Loc | Concurent         | Echipă          | Timp      |
| --- | ----------------- | --------------- | --------- |
| 1   | Wout Poels        | Team Sky        | 6h 24'29" |
| 2   | Michael Albasini  | Orica-GreenEDGE | +0"       |
| 3   | Rui Costa         | Lampre-Merida   | +0"       |
| 4   | Samuel Sánchez    | BMC Racing Team | +4"       |
| 5   | Ilnur Zakarin     | Team Katusha    | +9"       |
| 6   | Warren Barguil    | Giant-Alpecin   | +11"      |
| 7   | Roman Kreuziger   | Tinkoff-Saxo    | +12"      |
| 8   | Joaquim Rodríguez | Team Katusha    | +12"      |
| 9   | Bauke Mollema     | Trek-Segafredo  | +12"      |
| 10  | Diego Rosa        | Astana          | +12"      |

## Legături externe
- en Site web oficial
- Liège-Bastogne-Liège 2016 – ProCyclingStats